# スラッピー
スラッピー (Slappy)は、アメリカのロックバンド、グリーン・デイのEP（Extended Play）。1990年夏に発売され、バンドの2枚目のEP。後に「1,039/スムーズド・アウト・スラッピー・アワーズ」に収録された。

## 収録曲
1. ペーパー・ランターズ - "Paper Lanterns" - 2:23
2. ホワイ・ドゥ・ユー・ウォント・ヒム？ - "Why Do You Want Him?" - 2:31
3. ４０９　イン・ユア・コーヒーメーカー - "409 in Your Coffeemaker" - 2:52
4. ノウレッジ - "Knowledge" - 2:19

## メンバー
- ビリー・ジョー・アームストロング - ボーカル、ギター
- マイク・ダーント - ベース、バッキングボーカル
- アル・ソブランテ - ドラムス

| スタブアイコン | サブスタブ | この項目は、まだ閲覧者の調べものの参照としては役立たない、アルバムに関連した書きかけの項目です。この項目を加筆・訂正などしてくださる協力者を求めています（P:音楽/PJ:アルバム）。 |